# Réaction de Baylis-Hillman
 (mai 2021).
Si vous disposez d'ouvrages ou d'articles de référence ou si vous connaissez des sites web de qualité traitant du thème abordé ici, merci de compléter l'article en donnant les références utiles à sa vérifiabilité et en les liant à la section « Notes et références ».

Exemple de réaction de Baylis-Hillman entre un nitro-alcène et un aldéhyde.

La réaction de Baylis-Hillman est une réaction chimique permettant la formation d'une liaison carbone-carbone entre la position alpha d'un alcène portant un groupe électroattracteur et un carbone électrophile comme celui d'un aldéhyde.